# ستيفان تشيس
ستيفان تشيس (بالإنجليزية: Stephan Chase)‏ هو ممثل بريطاني، ولد في فبراير 1945 في Duchy of Cornwall ‏ في المملكة المتحدة، وتوفي في 27 يونيو 2019.

## وصلات خارجية
- ستيفان تشيس على موقع IMDb (الإنجليزية)
- ستيفان تشيس على موقع ألو سيني (الفرنسية)
- ستيفان تشيس على موقع قاعدة بيانات الأفلام السويدية (السويدية)
- ستيفان تشيس على موقع قاعدة بيانات الفيلم (الإنجليزية)
- ستيفان تشيس على موقع كينوبويسك (الروسية)